# よしだよしこ
よしだ よしこ（本名:吉田佳子、1954年3月5日 - ）は、日本のシンガーソングライター、ギタリスト。

## 経歴

### レコードデビュー
東京都大田区生まれ。1971年、高校在学中、すでに結成していた「ピピ&コット」の仲間とライブ活動を展開。門谷憲二が泉谷しげるとともに立ち上げた音楽制作集団「サイクル・ギス」に古井戸、ピピ&コットの仲間とともに参加。泉谷のアルバムとシングルのバッキングバンドとしてライブに参加し、ギタリストとしてのレコードデビューを飾る。
1972年、「ピピ&コット」（金谷厚、佐藤公彦、早川隆、板垣秀雄、沢彰記）のメンバーとしてエレックレコードよりデビュー。当時の女性アーティストとしては珍しく、主にリード・ギタリストとして活躍した。（後に、佐藤が脱退し、1973年丸山圭子が加入）

### ソロ活動
1974年7月10日、ソロで、モンキーズへの楽曲提供者であるトミー・ボイスとボビー・ハート作詞・作曲の「歌のある限り」を訳詞し、自作の「路地裏の陽気な花」をB面としたシングル盤『歌のある限り／路地裏の陽気な花』をリリース。
1975年、ピピ&コット解散後、本格的にソロシンガーとして活動する。エレックレコードの主催する唄の市コンサートをはじめ、吉田拓郎、泉谷しげる、古井戸、海援隊などのアーティストとともに活動。
1976年6月のエレックレコードの倒産後、レコード会社、事務所を移籍。「二人旅」「風」と2枚シングルをリリースするなどソロアーティストとして活動を続けながら、ピピ&コットを出てソロとして活動していた佐藤公彦のサポートギタリストもつとめる。同年、単身渡米。アメリカ各地を放浪。1年後、帰国。以後、音楽活動を停止。
1978年5月、大阪の野外コンサート「春一番」にひょっこり「吉田佳子」として、登場。音源もレコード化されている。

### 23年ぶりの復活
1999年、シンガーソングライターとしてのライヴ活動を23年ぶりに再開。同時にギタリストとして、水越けいこ、丸山圭子のサポートメンバーとしてステージをつとめる。
2005年、往年の全日本フォークジャンボリー（1969年 - 1971年まで3回開催）をリスペクトするアーティストたちと東京・青山のライブハウスに集まり、当時の楽曲を演奏するライブを開く。その音源は、「フォークジャンボリー［青山篇］」としてCD化されている。
2006年、大阪の野外コンサート「祝春一番2006」に28年ぶりに出演。
2009年、アメリカの女性シンガーソングライターRACHEL FAROとともに全国4ヶ所でライブツアーを行う。

## CD/DVD
- ここから(CD)
- ア・シ・オ・ト(CD)
- 虹の根っこ(DVD)
- 地球に似た惑星にいるあなたに(CD/DVD)
- 「She said NO!」フツウノコトバたち(CD)（2009年10月）
- 忘れないということ(CD)（2011年11月）
- 笑って唄って(CD)（2014年5月）
- 3/4あたり(CD)（2015年11月）

## エピソード
- 1971年11月20日発売の泉谷しげるのデビューアルバム「泉谷しげる登場」（エレックレコード）で古井戸とバックをつとめる[8]1971年12月21日CBS Sonyからリリースされた泉谷のデビューシングル盤「帰り道/義務」のうち、「義務」のギターを金谷あつしとともに担当した。
- 1996年、旧知の高田渡から「どうだい歌ってみないかい？」と誘われるが、応じることができなかった[5]。
- 佐藤公彦が1999年活動を再開したよしだのライブに参加。「捨ててはいけないよ大切なものを」を唄う[9]。

## 注
1. ↑  懐かしいアナログ盤
2. ↑  「泉谷しげる登場」クレジット
3. ↑  よしだよしこプロフィール Archived 2007年10月21日, at the Wayback Machine.
4. 1 2  前掲プロフィール Archived 2007年10月21日, at the Wayback Machine.
5. ↑  アーティスト・収録曲リスト[リンク切れ] あがた森魚データベース〜山縣駄菓子店サイト内
6. ↑  祝春一番2006 出演者 Archived 2006年10月10日, at the Wayback Machine.
7. ↑  古井戸の項参照
8. ↑  佐藤公彦の項参照